# Shlomi Edri
Shlomi Edri (hebräisch שלומי אדרי, * 29. Mai 1982 in Jerusalem) ist ein ehemaliger israelischer Fußballspieler.

## Karriere

### Vereinskarriere
Edri begann seine Karriere 1990 mit Mazkeret Batya und wechselte im Winter 1998 zu Maccabi Haifa. Ab der Saison 2001/02 folgte für Edri eine Reise durch Israel und spielte für Maccabi Herzlia, Hapoel Petah Tikva, FC Bnei Sachnin, Hapoel Haifa, Maccabi Netanja, Hakoah Ramat Gan, Hapoel Ironi Rischon LeZion, Hapoel Akko, Maccabi Ahi Nazareth, Maccabi Umm al-Fahm, Maccabi HaShikma Ramat Hen und Hapoel Ramat Gan.
Edri absolvierte im August 2011 ein Probetraining beim FC Carl Zeiss Jena und unterschrieb am 25. August 2011 einen Vertrag. Am 30. Januar 2012 löste der Verein den laufenden Vertrag im beidseitigen Einverständnis auf. Er unterschrieb anschließend im Februar 2012 für Bnei Eilat in der Liga Alef.

### International
Edri ist ehemaliger U-21-Nationalspieler Israels.